# Čiprovci
Čiprovci (búlgaro: Чипровци) é uma cidade da Bulgária, localizada no distrito de Montana. A sua população era de 1,871 habitantes segundo o censo de 2010.

## População
| Čiprovci | Čiprovci | Čiprovci | Čiprovci | Čiprovci | Čiprovci | Čiprovci | Čiprovci | Čiprovci | Čiprovci | Čiprovci | Čiprovci | Čiprovci | Čiprovci | Čiprovci | Čiprovci | Čiprovci | Čiprovci | Čiprovci | Čiprovci |
| --- | -------- | -------- | -------- | -------- | -------- | -------- | -------- | -------- | -------- | -------- | -------- | -------- | -------- | -------- | -------- | -------- | -------- | -------- | -------- |
| Ano | 1887     | 1910     | 1934     | 1946     | 1956     | 1965     | 1975     | 1985     | 1992     | 2001     | 2002     | 2003     | 2004     | 2005     | 2006     | 2007     | 2008     | 2009     | 2010     |
| População |          |          |          | …        | …        | …        | 3,399    | 3,236    | 3,089    | 2,370    | 2,336    | 2,264    | 2,205    | 2,142    | 2,062    | 2,010    | 1,962    | 1,914    | 1,871    |
| Fontes: Instituto Nacional de Estatísticas, „citypopulation.de“, „pop-stat.mashke.org“, Bulgarian Academy of Sciences |          |          |          |          |          |          |          |          |          |          |          |          |          |          |          |          |          |          |          |